# Lucie Bílá
Lucie Bílá, pseudonimo di Hana Zaňáková (Otvovice, 7 aprile 1966), è una cantante ceca.

## Biografia
Zaňáková, che ha inizialmente lavorato nel mondo dello spettacolo come membro dei gruppi musicali Rock-Automat e Arakain, ha adottato lo pseudonimo di Lucie Bílá, nato dall'idea del produttore discografico Petr Hannig, dopo averli abbandonati. L'album in studio di debutto eponimo è stato pubblicato 1986, a cui hanno fatto seguito i dischi Missariel (1992), Lucie Bílá (1994) e Duety (1997); l'ultimo dei quali ha venduto oltre 165 000 copie.
Il suo primo LP a configurarsi come quello più venduto della settimana è stato Hvězdy jako hvězdy, che è stato acquistato più di 100 000 volte a livello nazionale. Altri sei album hanno toccato il vertice della CZ Albums, tra cui Jampadampa, divenuto quello più popolare di un'artista donna del 2003.
Le sono stati conferiti numerosi premi durante la sua carriera musicale, tra i quali quindici Ceny Anděl, noti come l'adattamento ceco dei Grammy Award.

## Discografia

### Album in studio
- 1986 – Lucie Bílá
- 1992 – Missariel
- 1994 – Lucie Bílá
- 1997 – Duety (con Karel Gott)
- 1998 – Hvězdy jako hvězdy
- 1999 – Úplně nahá
- 2003 – Jampadampa
- 2007 – Woman
- 2009 – Bang! Bang!
- 2010 – Bíle Vánoce
- 2014 – Recitál
- 2016 – Hana
- 2017 – Bílé Vánoce Lucie Bílé II.
- 2019 – Ta o mně
- 2024 – Vzkaz pro Ježíška

### Album dal vivo
- 2012 – Koncert Hvezd (con Peter Dvorský e Eva Urbanová)
- 2013 – Bílé Vánoce v Opeře
- 2020 – Bílé Vánoce Lucie Bílé/Živák

### EP
- 1992 – Requiem pro panenku
- 1994 – Zahrada rajských potěšení II

### Raccolte
- 2004 – Láska je láska - 20 hitů
- 2010 – Bílé Vánoce Lucie Bílé
- 2010 – Velké hity pro slavnostní chvíle
- 2012 – Duety na bílo
- 2013 – Platinum Collection
- 2013 – Aida a Jine Klenoty
- 2014 – Diamond Collection
- 2020 – Soukup/Bílá/Osvaldová (con Ondřej Soukup e Gabriela Osvaldová)

### Singoli
- 1985 – Neposlušné tenisky/Mám trému
- 1985 – Horší než kluk/Chvátám
- 1986 – Neobjevená/Mně se stýská
- 1986 – Neobjevená (con Jiří Hlava)
- 1986 – Tím to holky vyhrajem/V horách
- 1987 – Mávnout křídlem/Já jdu ven
- 1987 – Gejša/Je to past (con Jiří Vondráček)
- 1987 – Mávnout křídlem/Nemám co prohrát (con Pavel Vítek)
- 1989 – Já chci změnu/Jako pták fénix (con i Lego)
- 1993 – Nesmrtelná teta (con Kamil Střihavka)
- 2007 – Miluji te
- 2010 – S ním ať jen sním
- 2010 – Samota (con Kamil Střihavka)
- 2013 – Jsem to já
- 2013 – Stop
- 2016 – Tak mě tady máš
- 2019 – Protože
- 2020 – Můj příběh
- 2020 – Cirkus bude
- 2020 – Krása (con i 4 Tenoři)
- 2021 – Dobrý kafe
- 2022 – Život je jen tvůj (con Pavel Callta)
- 2022 – Jednu malou chvíli (con Jan Bendig)
- 2022 – Fénix
- 2022 – O Vánocích
- 2023 – Ej, lásko (con Čechomor)
- 2023 – Děkuju ti
- 2023 – Nebudu se držet zpátky
- 2023 – Bílá holubice (con Marián Čekovský)
- 2024 – Stroj času
- 2024 – Hvězdy jsou jak bonbónky
- 2024 – To chci mít
- 2024 – Vánoční přání